# Région des lacs d'Allemagne centrale

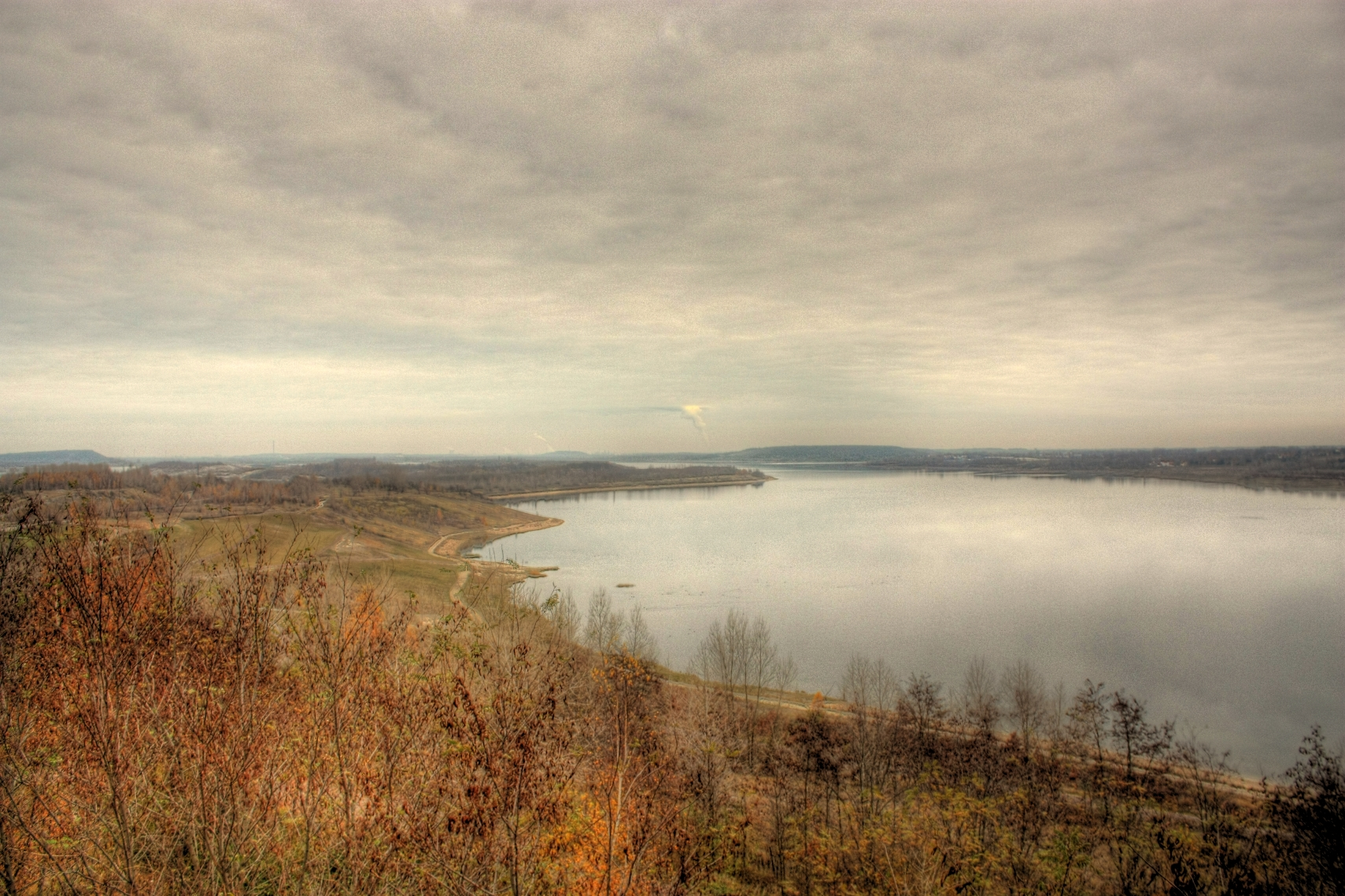
Le lac Geiseltal, le plus grand de la région avec 1850 ha.

La région des lacs d'Allemagne centrale (Mitteldeutsches Seenland) est une zone géographique en Allemagne centrale composée de nombreux lacs artificiels formés dans les anciennes mines de lignite exploitées pendant le XXe siècle.
Dans le secteur touristique, on parle communément de région des lacs saxons (Sächsisches Seenland) alors que cette région se partage en réalité entre trois Länder allemands : le nord-ouest de la Saxe, le sud de la Saxe-Anhalt et le nord-est de la Thuringe.
La surface totale des lacs après leur mise en eau complète représentera 175 km2. Le premier lac artificiel de la région était le lac de Kulkwitz mis en eau de 1963 à 1973. La mise en eau de la dernière mine, la mine de Peres, est projetée entre 2045 et 2051.
Ces remises en eau sont accompagnées de la renaturation et la végétalisation de cette région lacustre, ainsi que la formation de bases de plein air et de loisirs pour en faire des attractions touristiques, ou au contraire de la formation d'une réserve naturelle où la présence humaine est très encadrée. Des témoignages visuels de l'ancienne extraction minière sont parfois visibles comme au parc Ferropolis.

## Liste non exhaustive des lacs existants ou prévus
| Nom français               | Nom allemand         | Coordonnées                       | Surface définitive (ha) | Mise en eau | Mine                                    |
| -------------------------- | -------------------- | --------------------------------- | ----------------------- | ----------- | --------------------------------------- |
| Lac de Bockwitz            | Bockwitzer See       | 51° 07′ 55″ nord, 12° 32′ 47″ est | 168                     | 1995–2004   | Mine de Borna-Est                       |
| Lac de Cospuden            | Cospudener See       | 51° 16′ 10″ nord, 12° 20′ 07″ est | 436                     | 1993–2000   | Mine de Cospuden                        |
| Lac Geiseltal              | Geiseltalsee         | 51° 18′ 29″ nord, 11° 53′ 07″ est | 1842                    | 2003–2011   | Bassin minier du Sud-Hallois            |
| Lac Grabschütz             | Grabschützer See     | 51° 28′ 49″ nord, 12° 16′ 55″ est | 130                     | 1997−2022   | Mine de Delitzsch-Sud-Ouest/Breitenfeld |
| Lac de Gremmin             | Gremminer See        | 51° 45′ 05″ nord, 12° 27′ 01″ est | 541                     | 2002–2012   | Mine de Golpa-Nord                      |
| Lac de Gröbern             | Gröberner See        | 51° 42′ 15″ nord, 12° 26′ 59″ est | 374                     | 2003–2013   | Mine de Gröbern                         |
| Grand lac de Goitzsche     | Großer Goitzschesee  | 51° 36′ 50″ nord, 12° 22′ 35″ est | 1331                    | 1999–2002   | Mine de Goitzsche                       |
| Lac de Großkayna           | Großkaynaer See      | 51° 16′ 54″ nord, 11° 56′ 18″ est | 255                     | 1996−2012   | Bassin minier du Sud-Hallois            |
| Lac de Großstolpen         | Großstolpener See    | 51° 36′ 50″ nord, 12° 22′ 35″ est | 28                      | 1992–1998   | Mine de Großstolpen                     |
| Lac Hain                   | Hainer See           | 51° 10′ 08″ nord, 12° 27′ 35″ est | 560                     | 1999–2010   | Mine de Witznitz                        |
| Lac Harth                  | Harthsee             | 51° 05′ 10″ nord, 12° 32′ 54″ est | 88                      | 1985–1996   | Mine de Bockwitz                        |
| Lac de Haselbach           | Haselbacher See      | 51° 05′ 00″ nord, 12° 23′ 55″ est | 334                     | 1993−2002   | Mine de Haselbach                       |
| Lac de Haubitz             | Haubitzer See        | 51° 09′ 43″ nord, 12° 29′ 16″ est | 158                     | 1999–2006   | Mine de Witznitz                        |
| Lac de Holzweißig          | Holzweißiger See     | 51° 35′ 46″ nord, 12° 19′ 49″ est | 47                      | 2005–2006   | Mine de Goitzsche                       |
| Lac de Kahnsdorf           | Kahnsdorfer See      | 51° 10′ 34″ nord, 12° 25′ 39″ est | 121                     | 1999–2018   | Mine de Witznitz                        |
| Lac de Kulkwitz            | Kulkwitzer See       | 51° 18′ 33″ nord, 12° 14′ 53″ est | 170                     | 1963–1973   | Mine de Kulkwitz                        |
| Lac Ludwig                 | Ludwigsee            | 51° 34′ 50″ nord, 12° 18′ 59″ est | 86                      | 1993–2007   | Mine de Goitzsche                       |
| Lac de Markkleeberg        | Markkleeberger See   | 51° 15′ 56″ nord, 12° 24′ 26″ est | 249                     | 1993–2005   | Mine d'Espenhain                        |
| Lac de barrage de la Mulde | Muldestausee         | 51° 38′ 23″ nord, 12° 24′ 31″ est | 630                     | 1975–1976   | Mine de Muldenstein                     |
| Lac Neuhäuser              | Neuhäuser See        | 51° 34′ 00″ nord, 12° 19′ 53″ est | 155                     | 1998–2006   | Mine de Goitzsche                       |
| Lac de Pahna               | Pahnaer See          | 51° 02′ 54″ nord, 12° 29′ 50″ est | 26                      | 1955–1970   | Mine de Pahna                           |
| Lac de Paupitzsch          | Paupitzscher See     | 51° 34′ 56″ nord, 12° 20′ 55″ est | 80                      | 1993–2006   | Mine de Goitzsche                       |
| Lac de Peres               | Pereser See          | 51° 07′ 44″ nord, 12° 23′ 05″ est | 589                     | 2045–2051   | Mine de Schleenhain                     |
| Lac de Raßnitz             | Raßnitzer See        | 51° 22′ 41″ nord, 12° 05′ 55″ est | 315                     | 1998−2002   | Mine de Mersebourg-Est                  |
| Lac de Runstadt            | Runstädter See       | 51° 18′ 00″ nord, 11° 56′ 08″ est | 233                     | 2001–2003   | Bassin minier d'Helmstedt               |
| Lac de Schladitz           | Schladitzer See      | 51° 26′ 19″ nord, 12° 20′ 08″ est | 220                     | 1999−2012   | Mine de Delitzsch-Sud-Ouest/Breitenfeld |
| Lac de Seelhausen          | Seelhausener See     | 51° 35′ 03″ nord, 12° 25′ 20″ est | 634                     | 2000–2002   | Mine de Goitzsche                       |
| Reservoir de Borna         | Speicherbecken Borna | 51° 06′ 38″ nord, 12° 27′ 05″ est | 265                     | 1964–1980   | Mine de Borna-Ouest                     |
| Lac de Störmthal           | Störmthaler See      | 51° 14′ 03″ nord, 12° 27′ 05″ est | 733                     | 2003−2012   | Mine d'Espenhain                        |
| Lac de Wallendorf          | Wallendorfer See     | 51° 22′ 33″ nord, 12° 03′ 36″ est | 338                     | 1998–2004   | Mine de Mersebourg-Est                  |
| Lac de Werbelin            | Werbeliner See       | 51° 28′ 43″ nord, 12° 18′ 33″ est | 443                     | 1998−2010   | Mine de Delitzsch-Sud-Ouest/Breitenfeld |
| Lac de Werben              | Werbener See         | 51° 11′ 43″ nord, 12° 14′ 12″ est | 79                      | 1998−2000   | Mine de Profen                          |
| Lac de Zwenkau             | Zwenkauer See        | 51° 14′ 12″ nord, 12° 18′ 28″ est | 970                     | 2006–2015   | Mine de Zwenkau                         |